# Lawrence Shankland
Lawrence Shankland (ur. 10 sierpnia 1995 w Glasgow) – szkocki piłkarz, występujący na pozycji napastnika w szkockim klubie Heart of Midlothian oraz w reprezentacji Szkocji. Uczestnik Mistrzostw Europy 2024.

## Kariera klubowa
Swoją piłkarską karierę Shankland rozpoczął w 2009 roku w juniorach klubu Queen’s Park. W sezonie 2011/2012 zadebiutował w jego barwach w Third Division. W 2013 roku przeszedł do Aberdeen. W sezonie 2013/2014 był z niego wypożyczony do grającego w League One, Dunfermline Athletic. Latem 2014 wrócił do Aberdeen i 27 września 2014 zadebiutował w nim w Premier League w wygranym 3:2 domowym meczu z Inverness Caledonian Thistle.
Latem 2015 Shankland ponownie został wypożyczony, tym razem do grającego w Championship, St. Mirren. Swój debiut w nim zanotował 29 sierpnia 2015 w zremisowanym 1:1 domowym meczu z Livingston. W St. Mirren grał do stycznia 2017.
W styczniu 2017 Shanklanda wypożyczono do Greenock Morton. W nim zadebiutował 14 stycznia 2017 w zwycięskim 2:0 domowym meczu z Raith Rovers i w debiucie strzelił gola. W Greenock Morton spędził pół sezonu.
We wrześniu 2017 Shankland przeszedł do Ayr United. Swój debiut w nim zaliczył 9 września 2017 w przegranym 1:2 wyjazdowym spotkaniu z Raith Rovers. W debiucie strzelił bramkę. W sezonie 2017/2018 awansował z Ayr United z League One do Championship.
W lipcu 2019 Shankland przeszedł z Ayr United do Dundee United. Zadebiutował w nim 3 sierpnia 2019 w zwycięskim 4:1 domowym meczu z Inverness Caledonian Thistle. W debiucie strzelił 4 gole. W sezonie 2019/2020 wywalczył z Dundee United awans do Premier League.
11 sierpnia 2021 Shankland został sprzedany za 1,18 miliona euro do K Beerschot VA, w którym swój debiut zaliczył 22 sierpnia 2021 w przegranym 2:3 wyjazdowym meczu z Club Brugge.
W czerwcu 2022 roku wrócił do ligi szkockiej podpisując trzyletni kontrakt z Heart of Midlothian F.C.
| Sezon   | Klub                 | Kraj    | Rozgrywki      | Mecze | Gole |
| ------- | -------------------- | ------- | -------------- | ----- | ---- |
| 2011/12 | Queen’s Park         | Szkocja | Third Division | 1     | 0    |
| 2012/13 | Queen’s Park         | Szkocja | Third Division | 33    | 11   |
| 2013/14 | Dunfermline Athletic | Szkocja | League One     | 13    | 7    |
| 2014/15 | Aberdeen             | Szkocja | Premier League | 17    | 0    |
| 2015/16 | St. Mirren           | Szkocja | Championship   | 31    | 10   |
| 2016/17 | St. Mirren           | Szkocja | Championship   | 17    | 0    |
| 2016/17 | Greenock Morton      | Szkocja | Championship   | 16    | 4    |
| 2017/18 | Ayr United           | Szkocja | League One     | 30    | 26   |
| 2018/19 | Ayr United           | Szkocja | Championship   | 31    | 24   |
| 2019/20 | Dundee United        | Szkocja | Championship   | 26    | 24   |
| 2020/21 | Dundee United        | Szkocja | Premier League | 32    | 8    |
| 2021/22 | Dundee United        | Szkocja | Premier League | 1     | 0    |

## Kariera reprezentacyjna
Shankland grał w kadrze Szkocji U-21. Z kolei w reprezentacji Szkocji zadebiutował 10 października 2019 w przegranym 0:4 meczu eliminacji do Euro 2020 z Rosją, rozegranym w Moskwie, gdy w 46. minucie zmienił Olivera Burke'a. 13 października 2019 w meczu tych eliminacji z San Marino (6:0), rozegranym w Glasgow, strzelił swojego pierwszego gola w kadrze narodowej.